# Cordilheira de Belledonne
A Cordilheira de Belledonne  (em francês:   Chaîne de Belledonne) é uma Cordilheira que faz parte dos Alpes Ocidentais na sua secção dos Alpes do Dauphiné e se encontra principalmente no departamento francês da Isère  e com a vertente na Saboia. O ponto mais alto é o Grand Pic de Belledonne com 2.977 m.

## Imagem

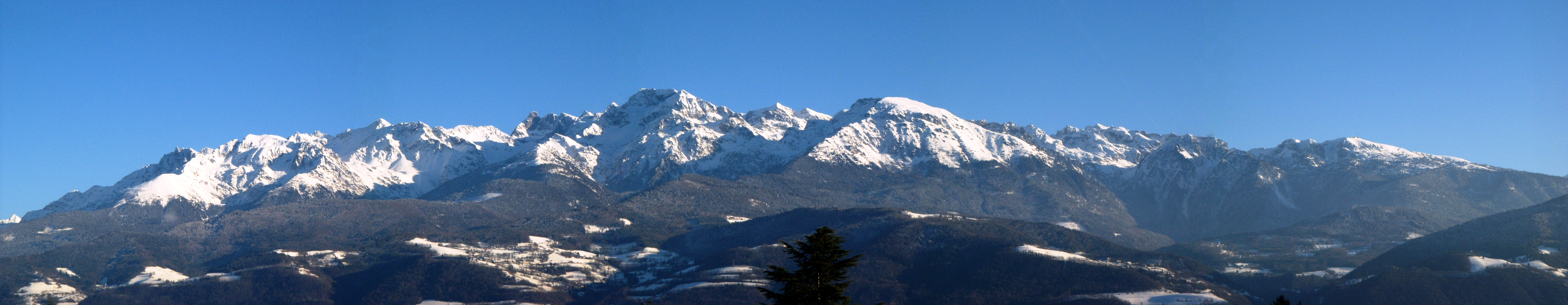
Vista panorâmica

## Situação
Composta por rocha metamórfica é rodeado a Noroeste pelo Maciço da Chartreuse, a Nordeste pelo Maciço da Vanoise, e Leste as Grandes Rousses, a s Sul o Maciço do Taillefer.

## SOIUSA
A Subdivisão Orográfica Internacional Unificada do Sistema Alpino (SOIUSA) criada em 2005, dividiu os Alpes em duas grandes partes:Alpes Ocidentais e Alpes Orientais, separados pela linha formada pelo  Rio Reno - Passo de Spluga - Lago de Como - Lago de Lecco.
Os Alpes das Grandes Rousses e Agulha de Arves, com a Cordilheira de Belledonne, o Maciço des Écrins, o Maciço do Taillefer, o Maciço do Champsaur, o Maciço de Embrunais, e o Montes orientais de Gap formam os Alpes do Delfinado.

### Classificação  SOIUSA
Segundo a SOIUSA este acidente orográfico chama-se  Cordilheira de Belledonne e é uma Sub-secção alpina  com a seguinte classificação:
- Parte = Alpes Ocidentais
- Grande sector alpino = Alpes Ocidentais-Sul
- Secção alpina = Alpes do Delfinado
- Sub-secção alpina = Cordilheira de Belledonne
- Código = I/A-5.II